# Arnold Samsonowicz
Arnold Samsonowicz, właśc. Antoni Prus (ur. 20 kwietnia 1949 w Krakowie) – polski poeta. Wydał trzynaście tomików poetyckich. W swoich wierszach eksperymentuje z językiem, jego potencjałem słowotwórczym i składnią.

## Życiorys
W początkach działalności związany był z żywiecką grupą literacką „Gronie”. Zadebiutował na łamach prasy w 1972 r. oraz wieczorami poezji m.in. w krakowskim Salonie „Kossakówki”. W latach 1973–1982 udzielał się na wielu estradach z recitalami własnej poezji do kompozycji muzycznej na gitarę klasyczną i basową Macieja Papary i Sławomira Kowańskiego; związany także z aktorami scen krakowskich oraz Studenckimi Zespołami Artystycznymi: „Fantastron”, „Quo Vadis”, „Gentiana Verna”. Publikuje wiersze w krakowskim Almanachu „Pożegnanie Lata Pisarzy i Artystów”; wiele z nich poświęcił śląskiemu nobliście Gerhartowi Hauptmannowi osiadłemu w Karkonoszach, w całości opublikowane w „Modrej Kaliope”, 2012. Obecne w twórczości Samsonowicza wątki duńskie są rezultatem jego wielu podróży do Danii, kraju, którego kultura i obyczajowość stanowią szczególne źródło inspiracji poetyckiej.
Członek STAL-u (Stowarzyszenia Twórczego Artystyczno-Literackiego w Krakowie) oraz Stowarzyszenia Artystów „Sztuka Bez Granic”. Mieszka na stałe w Krakowie.
W latach 2006–2007 oraz 2009, w miesięczniku sanktuaryjnym „Z Piekarskich Wież”, publikował materiały o poetce Annie Wernerowej, zmarłej w 1999 r.
W 2018 w książce Maksymiliana Tchonia „Rezerwat znaków przestankowych” (Wyd. Adam Marszałek, Toruń) ukazały się eseje nt. twórczości literackiej A. Samsonowicza: „O poezji Arnolda Samsonowicza słów kilka”, „Człowiek Awangarda, o Arnoldzie Samsonowiczu cd.”, „Dokument in memoriam, wiem, tylko śmierć może cię zatrzymać, na podst. 'Zawilców' Arnolda Samsonowicza”, które stanowią punkt wyjścia do dalszych rozważań na temat problematyki podejmowanych tematów, wątków biograficznych (motywy Duńskie), jak i formy, konwencji i kunsztu poety.
W 2022 w książce Kevina Mitregi „Krakau Abseits Der Pfade” (Wyd.Braumuller, Wien) ukazało się wspomnienie z Jublieuszu literackiego Arnolda Samsonowicza na krakowskim Kazimierzu oraz przetłumaczony na język niemiecki wiersz poety „W Pandemii 20 kwietnia 2020”.  U podłoża twórczości A.  Samsonowicza należy  także podkreślic  jego miejsce w szerszym nurcie literatury niezależnej lub częściowo queerowej w wielu tomikach. Arnold Samsonowicz pojawia się   również jako aktywny recytator swoich swoich najnowszych i dawnych utworów poetyckich na YouTube.

## Tomiki poetyckie
- Piąte żebro Abnera, Asaela i Isboseta, Żywiec 1990
- Spektakl poetycki, Żywiec 1991
- Memorabilia czterdziestu lat, Warszawa 1992[1]
- Ilsy, Kraków 1993[1]
- Zawilce, Kraków 1995
- Duńczycy: wiersze z różą Mercury’ego, Kraków 1997[1]
- Hymn jak wiatr północny, Kraków 2000[1]
- FruWaleska, Kraków 2002
- Ósme stanowisko, Kraków 2005
- Modra Kaliope, Kraków 2012
- Aris, Bóg Danii, Jastrzębie-Zdrój 2015[2]
- Epilog serca ryby, Kraków 2019[3][4]
- Podzwonne Kotów Tańczących, Kraków 2022[5]